# ニャホ・ニャホ＝タマクロー
ニャホ・ニャホ＝タマクロー（Nyaho Nyaho-Tamakloe、1942年5月7日 - ）は、ガーナの医師、政治家。ガーナサッカー協会会長、在セルビアガーナ大使などを歴任した。

## 経歴
1942年5月7日、英領ゴールド・コーストのアクラにて生誕。
1960年代、チェコスロバキアのプラハ・カレル大学にて医学を学んだ。
1980年代、ガーナの名門サッカークラブ、アクラ・ハーツ・オブ・オークの代表を務め、その運営で手腕を発揮したが、サッカーそのものの経験はほとんどない。
1992年、新愛国党に創設メンバーとして参加。
2004年、ガーナサッカー協会会長に就任。しかし、協会評議会に対し構造批判を伝えるための私信を出したことがきっかけで評議会と対立した。評議会がニャホ＝タマクローを告発する議事を作成し始めたのに対し、ニャホ＝タマクローは告発の差し止めを求めて裁判で争った。最終的にアクラの高等裁判所により、「告発議事を作成し続けることが認められる」という判決が下され、2005年、ニャホ＝タマクローは自らの意思で会長を辞任した。会長としての在任期間は1年余りだった。
日本ではガーナサッカー協会会長在職中の2005年3月23日にフジテレビで放送されたバラエティ番組『トリビアの泉』にて、名前の響きのユニークさで紹介され、名前を知られることになった。同番組ではニャホ＝タマクローを題材にした「ラジャ・マハラジャー」の替え歌が放送され、漫画家のやなせたかし、さくらももこ、原ゆたかの3人がニャホ＝タマクローの名前からイメージしたイラストを描いた。描かれたイラストは、やなせが玉乗りするネコ、さくらがネコの忍者、原が巨大なネコであった。
ガーナでも「ニャホ」は珍しい名前で、親しい友人から「ニャホ」と呼ばれる。
その後、2005年から2009年まで在セルビアガーナ大使（うち2006年6月までは在セルビア・モンテネグロ大使）を務めた。
2013年、自伝"Never Say Die!:The Autobiography of a Ghanaian Statesman"（弱音を吐くな!: あるガーナの政治家の自伝）を刊行した。